# Крайні точки Боснії і Герцеговини
Це список крайніх географічних точок Боснії і Герцеговини

## Координати
- Північ: 45°16′32.8″ пн. ш. 16°55′51.8″ сх. д. / 45.275778° пн. ш. 16.931056° сх. д.
громада Козарська Дубиця, Республіка Сербська, на кордоні з Хорватією,
- Південь: 42°33′00.0″ пн. ш. 18°32′24.0″ сх. д. / 42.550000° пн. ш. 18.540000° сх. д.
громада Требинє, Республіка Сербська, на кордоні з Хорватією та Чорногорією
- Захід: 44°49′30″ пн. ш. 15°44′00″ сх. д. / 44.82500° пн. ш. 15.73333° сх. д.
поблизу Бугара, села у громаді Бихач, Федерація Боснія і Герцеговина, на кордоні з Хорватією
- Схід: 44°03′00.0″ пн. ш. 19°37′41.0″ сх. д. / 44.050000° пн. ш. 19.628056° сх. д.
громада Братунац, Республіка Сербська, на кордоні з Сербією.

## Відносно рівня моря
- Найвища: гора Маглич, Динарські Альпи, (2386 м), 43°16′52″ пн. ш. 18°44′13″ сх. д. / 43.28111° пн. ш. 18.73694° сх. д.[1]
- Найнижча: адріатичне узбережжя